# 白鳥由栄

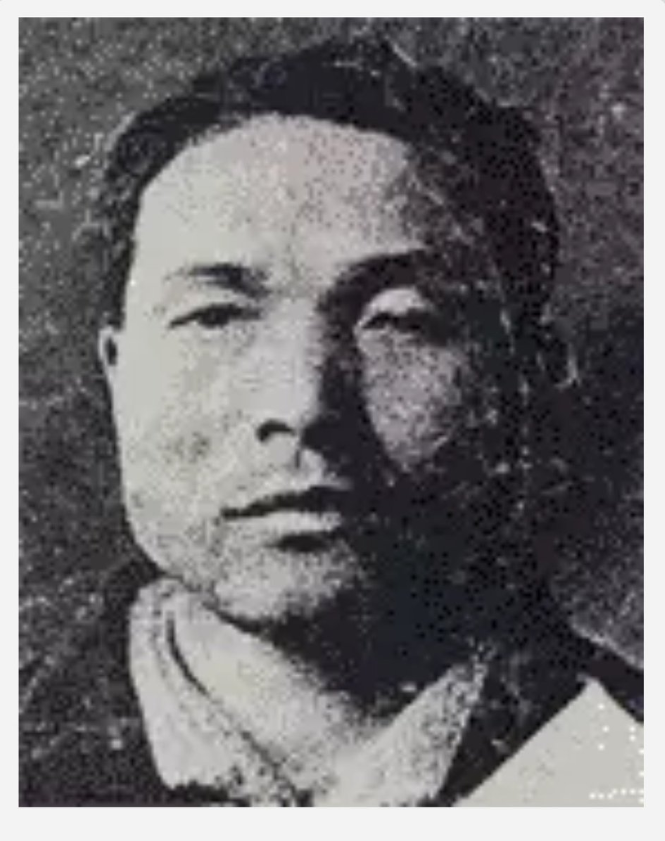
白鳥由栄

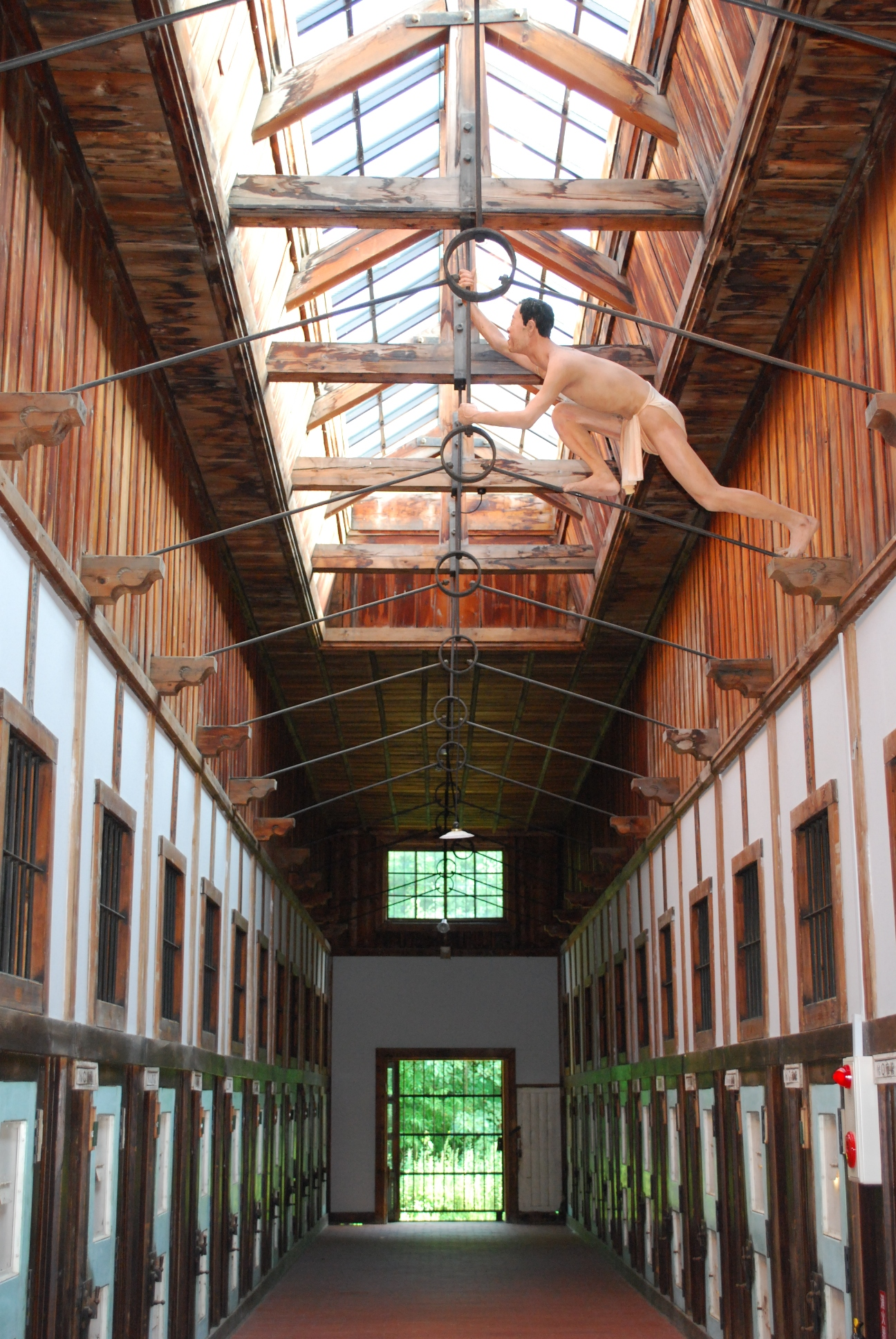
脱獄再現シーン（博物館網走監獄）

白鳥 由栄（しらとり よしえ、1907年〈明治40年〉7月31日 - 1979年〈昭和54年〉2月24日）は、日本の元受刑者。
太平洋戦争中の食糧難の時代に収容先の刑務所で次々と脱獄事件を起こし、今日では「昭和の脱獄王」の異名で知られる。当時の看守の間で「一世を風靡した男」と評された。26年間もの服役中に4回の脱獄を決行、累計逃亡年数は3年にも及んだ。

## 生涯
青森県出身。幼少期に農家であった父が病死。3人姉弟の2番目だったが、母は乳吞児の末弟とともに再婚。白鳥は姉とともに叔母（父の妹）の家（豆腐屋）の養子となる。自作農を目指して、豆腐屋の傍ら漁師や農家の手伝いをする。成人すると結婚して一男二女の父親となる。
徐々に素行が悪化し賭博や窃盗を行うようになる。1933年（昭和8年）に仲間と強盗殺人を犯し投獄される。白鳥は殺意は否定したが、警察の自白の強要で認めてしまう。

### 青森刑務所
青森刑務所では劣悪な刑務所の待遇に抗議するも、逆に懲罰房に入れられる。最初の脱獄理由は「俺の悪口を言った看守を懲らしめてやる」という軽い気持ちであった。1936年（昭和11年）、手桶のタガで手製の合鍵を作る。この時指に鍵穴を押し付けて合鍵を整えた。この際に白鳥は30日間かけて、看守の動向を覚えた。真夜中の看守交代を狙い、独房の扉を開け、建物の鍵も開け、さらに裏門の鍵も開け脱獄（1回目の脱獄。白鳥28歳）。だが、翌日自首。いじめられた看守への復讐が動機だったが罪状に「逃走の罪」が加わり、無期懲役となる。

### 宮城刑務所・小菅刑務所
1937年（昭和12年）4月、白鳥は宮城刑務所を経て1940年（昭和15年）4月小菅刑務所（現：東京拘置所）に移監される。小菅刑務所では普通の受刑者としての扱いを受けていた。その時小林良蔵という看守長に白鳥は心服し、模範囚であった。

### 秋田刑務所
1941年（昭和16年）10月、戦時罪因移送令に基づき秋田刑務所に移監される。脱獄の経験があるため特別房入りの待遇であったが、高さ3メートルの牢屋の壁には銅板が張られ、天窓があるだけというものであった。さらに一日中正座をさせられ、少しでも崩すと看守に怒鳴られた。余りの寒さに防寒着を要求するものの拒否され、脱獄を決意。
収監された鎮静房の天窓の釘が腐食していることに気づき、部屋の隅を使って天井に登ることを思いつき、看守が寝静まってから練習をした。窓枠のブリキ片と古釘を見つけ、釘でブリキ板の縁をギザギザにして即席ノコギリを作り、鉄格子の周囲を切り取り始める。看守の交代時間を狙い、一日10分間ずつ鉄格子の周囲を切り取る作業を行った。一日一回検査があったが、房の天窓は高いので無視された。ノコギリは天窓の木枠に隠していた。切り取りに成功すると、脱獄の日を待った。
1942年（昭和17年）6月、暴風雨に紛れて鉄格子を外し、天井より脱獄。刑務所の工場の丸太を足場にして塀を乗り越えた（2回目の脱獄。白鳥34歳）。
3か月後、白鳥は服や食べ物の窃盗をしながら、尊敬する東京の小林良蔵主任に会いに行き、刑務所の現状を訴えた。小林は芋とお茶を出して話を聞いた。小林に付き添われて小菅刑務所に自首。

### 網走刑務所
収監の期間はさらに延長され、難攻不落と言われる網走刑務所に移監、凶悪犯専用の特別房に入れられる。時折、看守の態度に腹を立てて、手錠を力任せに引きちぎった。そのため、真冬でも夏物の単衣一枚の着用、夏には逆に厚着をさせられるという虐待を受ける。20キロ近い手錠や足錠はほとんど外されず、蛆が湧いてくる。この対応に死を覚悟し、脱獄を決意。
手錠と視察孔の釘に味噌汁を一年間吹き掛け続け、含まれる塩分で腐食させる。この過程で手錠のナットを取るために歯を2本折った。釘を外し、関節を脱臼させ、監獄の天窓を頭突きで破り、煙突を引き抜いて、4.5ｍの塀を超えて1944年（昭和19年）8月26日脱獄（3回目の脱獄。白鳥37歳）。

### 札幌刑務所
その後終戦まで身を潜めるが、終戦後、畑泥棒と間違えられ農家に袋叩きにされ、逆に相手を殺害。1946年（昭和21年）8月10日、滝川市近郊で逮捕される。札幌地裁から死刑判決が出たために脱獄を決意。
札幌刑務所では過去3回も脱獄経験のある白鳥だけに、特別房が用意され、扉・窓・鉄格子・採光窓など全てが補強され、看守6人1組で厳重に監視されていた。
視線を上に向けて誤魔化しながら洗面所から入手した金属片でノコギリを作り、床板を切断。切りくずはホコリと混ぜて誤魔化した。道具は便器の底に隠して看守の取り調べを避けた。
1947年（昭和22年）3月31日、床下と土には60センチほどの空間があり、食器で床下から2mほどのトンネルを掘り、脱走。積雪が足場となり、塀を乗り越えて逃走（4回目の脱獄。白鳥39歳）。

### 府中刑務所
最後に捕まった際には、警官から当時貴重品だった煙草を与えられたことがきっかけとなり、あっさり自分は脱獄囚であると明かし自首した。これまで移送された刑務所では度々不良囚として扱われ、およそ人間的な対応をされなかった白鳥は、煙草をもらうという親切な扱いを受けたことで心が動いたと話している。札幌高裁で審理が再開し、苛烈な待遇や虐待の事実など、一部白鳥の主張が認められ懲役20年となる。
連合国軍最高司令官総司令部指令により、専用の貨車を借り切り厳重な警備のもとで府中刑務所に護送された。府中刑務所では白鳥を一般の受刑者と同様に扱ったため、白鳥は模範囚として刑に服した。1961年（昭和36年）に仮釈放。出所後は建設作業員として就労。1979年（昭和54年）2月24日、心筋梗塞で死去した。71歳没。白鳥は無縁仏として供養されそうになるが、白鳥が仮出所した際に近所に住んでおり仲良くしていた女性が引き取り、埋葬された。

## エピソード
- 収監中、当時の看守達は白鳥の脱獄を阻止するため厳重に警備を重ね、あらゆる手立てを行ったがいずれも振り切られた。脱獄者を出すと職務怠慢で懲戒処分になるため、当時の看守の間では「脱獄するなら、自分が当直以外のときであって欲しい」と願っていたという。また、白鳥はわざと虐待した看守の当番を狙って脱獄し、その看守が処罰を受けるよう仕向け復讐していた。一方で親切な看守の当番の日にはずらすなどの美学があった[10]。
- 家族とは青森刑務所の時に離婚した。その後、保護観察として仮出所した際に一度だけ家族に会いに行き、長女の顔をみたが、声をかける事はできなかった[11]。
- 2017年（平成29年）放送のバラエティ番組『激レアさんを連れてきた。』で、実際に処分を受けた元看守の男性が出演し、白鳥が脱獄したのは自分が交代した後だったが、新人だったということもあり信じてもらえず、始末書を書かされ1か月の減俸処分になったというエピソードを明かしている。なお、白鳥は二度目の逮捕時に「俺はこの人（元看守の男性）の時に逃げたわけじゃねぇ。この人は真面目に見回りしてたから逃げる隙なんてなかった。」と証言しており、後に男性の潔白が証明された[12]。
- 白鳥がここまで脱獄を成功させたのは戦時下という背景のため徴兵での看守不足や、金属供出により質の悪い、古い手錠ばかりだったことも大きい。また、特別製の手錠と牢獄であり安易に交換ができなかった[13]。

## 身体能力
- 身体の関節を簡単に外すことができる特異体質を持っていたとされ、頭が入るスペースさえあれば、全身の関節を脱臼させて、容易に抜け出したという。
- 健脚であり、1日に120kmもの距離を走ることができた。
- 網走刑務所では4つの手錠の鎖を引きちぎるという怪力ぶりも見せており、その結果、再収監後は重さ20kgもの特製の手錠を後ろ手に掛けられることとなった。また、地中深く突き立てられた煙突の支柱を素手で引き抜き、40歳を過ぎてなお60キロ入りの米俵を両手に持って手を水平にすることができるなど、その怪力ぶりは群を抜いていたとされる。
- 府中刑務所では秋に年1回の収容者の相撲大会があったが、いつも横綱を張っておりかなう者はいなかった。

## 関連作品
- 破獄 - 後にテレビドラマ化された、吉村昭による小説。吉村も前書きで、「矯正行政に長く関わった、とある人物（小説中の鈴江所長）」から聞いた話と述べている。
- 博物館網走監獄 - 網走刑務所から脱獄する様子がマネキンで再現されている。
- ゴルゴ13 - 第99話（SPコミックス第27巻）｢60日間の空白への再会｣で、ゴルゴが2か月にわたり塩だけのスープ（塩水）で鉄格子を腐食させ、脱獄する。
- ゴールデンカムイ - 野田サトルによる漫画作品。本人をモデルにした脱獄囚・白石由竹が登場する。野田は対談[14]で白鳥がモデルであると述べ、網走監獄を見学したことを語っている。

## 関連書
- 『脱獄魔　白鳥由栄』山谷一郎　発行所(株)網走観光サービス　印刷　㈱北研社1979年10月　重版2022年9月
- 『破獄』吉村昭、岩波書店、1983年11月
- 『脱獄王 白鳥由栄の証言』斎藤充功、評伝社 1985年2月、幻冬舎アウトロー文庫 2009年6月
- 『エンジョイ・シンプル・イングリッシュ』、ダニエル・スチュワート、NHK出版、2023年の6月号に『みそ汁で脱獄した男』というエピソードで、網走刑務所での脱獄の事件が英語で説明されている。

## テレビドラマ
- 「破獄」（昭和60年放映）、NHK総合、主演：緒形拳　出演：津川雅彦、佐野浅夫、中井貴恵、なべおさみ、織本順吉、玉川良一、小瀬格、趙方豪、綿引勝彦
- 「破獄」（平成29年放映）、テレビ東京、主演：ビートたけし　出演：山田孝之、松重豊、寺島進、渡辺いっけい、勝村政信、池内博之、吉田羊、満島ひかり